# 635057 Bangailona
635057 Bangailona è un asteroide della fascia principale esterna. Scoperto nel 2012, presenta un'orbita caratterizzata da un semiasse maggiore pari a 3,139332 UA e da un'eccentricità di 0,340815, inclinata di 23,755117° rispetto all'eclittica.